# Чунцин (футбольный клуб)
«Чунцин» (кит. 重庆足球俱乐部) — бывший китайский футбольный клуб из города Чунцин, выступавший во второй по значимости китайской лиге Цзя-А. Домашней ареной клуба являлся Олимпийский спортивный центр вместимостью 56 680 человек.

## История
«ФК Чунцин» стал вторым клубом, представляющим одноимённый город. Первая команда — «Чунцин Лифань». Был основан Чунцинским футбольным центром 30 декабря 2010 года. В сезоне 2011 года команда выступала во третьей по значимости китайской лиге. В дебютный сезон внимание к себе привлек и новый тренер — Пэй Эньцай, который в сезоне 2010 года тренировал команду Суперлиги «Цзянсу Сэйнти», который она закончила на 11-м месте. «ФК Чунцин» подписал с тренером контракт, а также пригласил из «Цзянсу» нескольких игроков: Ди Ю, Чжи Яци, Ван Яна и Ван Сяна. Однако из-за плохого начала чемпионата от услуг Пэя было решено отказаться и на тренерский мостик в июле 2011 года пришёл другой китайский специалист Чжао Фацин. Команде вновь удалось заключить контракты с игроками, ранее выступавшими в Суперлиге. В «Чунцин» в летнее трансферное окно пришли Чжэн Вэй, Ма Сяолэй и Го Минъюэ. В итоге команде удалось финишировать второй в Южной Лиге третьего дивизиона и она вышла в стадию плей-офф. Команда победила «Шаньдунских юниоров» (англ. Shandong Youth) и клуб «Дунгуань Топшип Кемиклс», а в финале проиграла «Харбин Итэн», однако со второго места получила возможность выйти во второй дивизион, в котором стартовала в сезоне 2012 года.
По итогам сезона 2013 года команда покинула первую лигу, а в декабре из-за финансовых проблем клуб прекратил существование.  

## Результаты
- По итогам сезона 2013

За всё время выступлений
| Сезон    | 2011 | 2012 | 2013 |
| -------- | ---- | ---- | ---- |
| Дивизион | 3    | 2    | 2    |
| Место    | 2    | 9    | 15   |